# Bridget Pettis
Bridget Pettis (ur. 1 stycznia 1971 w East Chicago) – amerykańska koszykarka występująca na pozycjach rozgrywającej lub rzucającej, po zakończeniu kariery zawodniczej trenerka koszykarska.
Przed sezonem 2020 zrezygnowała z kariery trenerskiej, by zająć się swoją organizacją non-profit – Project Roots.

## Osiągnięcia
Na podstawie, o ile nie zaznaczono inaczej.
NCAA
- Uczestniczka rozgrywek II rundy turnieju NCAA (1993)
- Zaliczana do I składu All-SEC (1993)

### WNBA
- Wicemistrzyni WNBA (1998)
- Liderka WNBA w skuteczności rzutów wolnych (1997)

### Indywidualne
- Wybrana do Galerii Sław Koszykówki stanu Indiana (2017)

### Trenerskie
- Mistrzyni WNBA (2007, 2009 jako asystentka)